# Любански манастир
Любанският манастир „Свети Никола“ (на македонска литературна норма: Љубански манастир „Свети Никола“) е православен женски манастир, разположена в Скопска Църна гора над скопското село Любанци, Северна Македония. Част е от Скопската епархия на Македонската православна църква – Охридска архиепископия.
Манастирът се състои от сгради от XIX и XX век. По време на Втората световна война е санаториум за туберкулозно болни. До 1960 година работи като мъжки манастир. В 1998 година е възстановен като женски.
Престолните икони на иконостаса в църквата са дело на видния дебърски майстор Дичо Зограф от 1853 година. Идентифицираните Дичови дела са „Богородица с Христос“, „Исус Христос Вседържител“, „Свети Йоан Предтеча“, „Свети Никола“, всички подписани и датирани 1853 година, както и „Свети Трима Йерарси“ (Василий Велики, Йоан Златоуст и Григорий Богослов), на която подписът е повреден.